# روبرت داوني الأب
روبرت داوني الأب (بالإنجليزية: Robert Downey Sr.)‏ مواليد 24 يونيو 1936 في نيويورك، نيويورك، الولايات المتحدة، هو ممثل أمريكي بدأ مسيرته الفنية سنة 1953. امتدت مسيرته الفنية لأكثر من 60 عاما.

## الأعمال
- ماتلوك (1986)
- ماغنوليا (1999)
- رجل العائلة (2000)
- سرقة برج (2011)

## روابط خارجية
- روبرت داوني الأب على موقع IMDb (الإنجليزية)
- روبرت داوني الأب على موقع روتن توميتوز (الإنجليزية)
- روبرت داوني الأب على موقع ألو سيني (الفرنسية)
- روبرت داوني الأب على موقع ميوزك برينز (الإنجليزية)
- روبرت داوني الأب على موقع إن إن دي بي (الإنجليزية)
- روبرت داوني الأب على موقع ديسكوغز (الإنجليزية)
- روبرت داوني الأب على موقع قاعدة بيانات الفيلم (الإنجليزية)
- روبرت داوني الأب على موقع كينوبويسك (الروسية)